# Monday, Tuesday... Laissez-moi danser
Singles de Dalida
Problemorama Il faut danser reggae
Monday, Tuesday... Laissez-moi danser (Voglio l'anima en version italienne) est une chanson écrite par Toto Cutugno et Cristiano Minellono, adaptée en français par Pierre Delanoë et chantée par Dalida en 1979. 
La chanson reste un des plus grands succès de la chanteuse. La face B du 45 tours comporte une chanson inédite ne figurant sur aucun album, Comme toi.
En 2001, la chanson est remixée par Marc Cerrone ; cette version sort en single posthume et est un succès dans les boîtes de nuits.

## Histoire

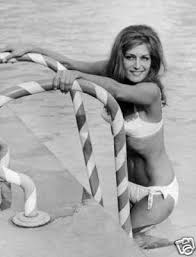
Dalida au milieu des années 1960.

### Genèse
La chanson est composée par Toto Cutugno et adaptée en français par Pierre Delanoë à qui la chanteuse doit déjà les adaptations de Ciao amore, ciao, Jésus Bambino ou Le Lambeth Walk. Toto Cutugno sort déjà le morceau pour le public italien sous le titre Voglio l'anima sans entrer dans le hit-parade italien. Orlando, producteur et frère de Dalida, estime cependant que le potentiel de la chanson n'est pas assez pris en compte et propose à sa sœur d'adapter la chanson italienne en français. La chanson française est alors mise à la sauce disco tout en gardant l'air de la version d'origine. Les paroles quant à elles, changent entièrement ; le sujet n'est plus le même.

### Succès
Conçue au plus fort de la vague disco, cette chanson est devenue l'un des tubes incontournables de l'été 1979. Dalida l’interprète dans un grand nombre d'émissions, entourée de quatre danseurs. Grâce à une promotion radio et télévisée intense, elle est devenue rapidement l'un des singles les plus vendus de sa carrière, avec plus de 400 000 ventes en France.
Au début des années 1980, Dalida se lance dans une tournée européenne avec pour fer de lance cette chanson. Les décors, la chorégraphie changent et le tempo est accéléré. En Espagne, la chanson est interprétée dans un premier temps en français bien qu'une version espagnole est enregistrée peu de temps après. En Allemagne, en Italie et en Grèce, le single propose la version anglaise de la chanson.

Dalida inscrit la chanson au programme de son show du Palais des Sports où six danseurs évoluent autour d'elle. Cependant, la chanson n'est par la suite plus interprétée qu'à de rares occasions, dont le show Dalida idéale en 1984, réalisé par Jean-Christophe Averty. 

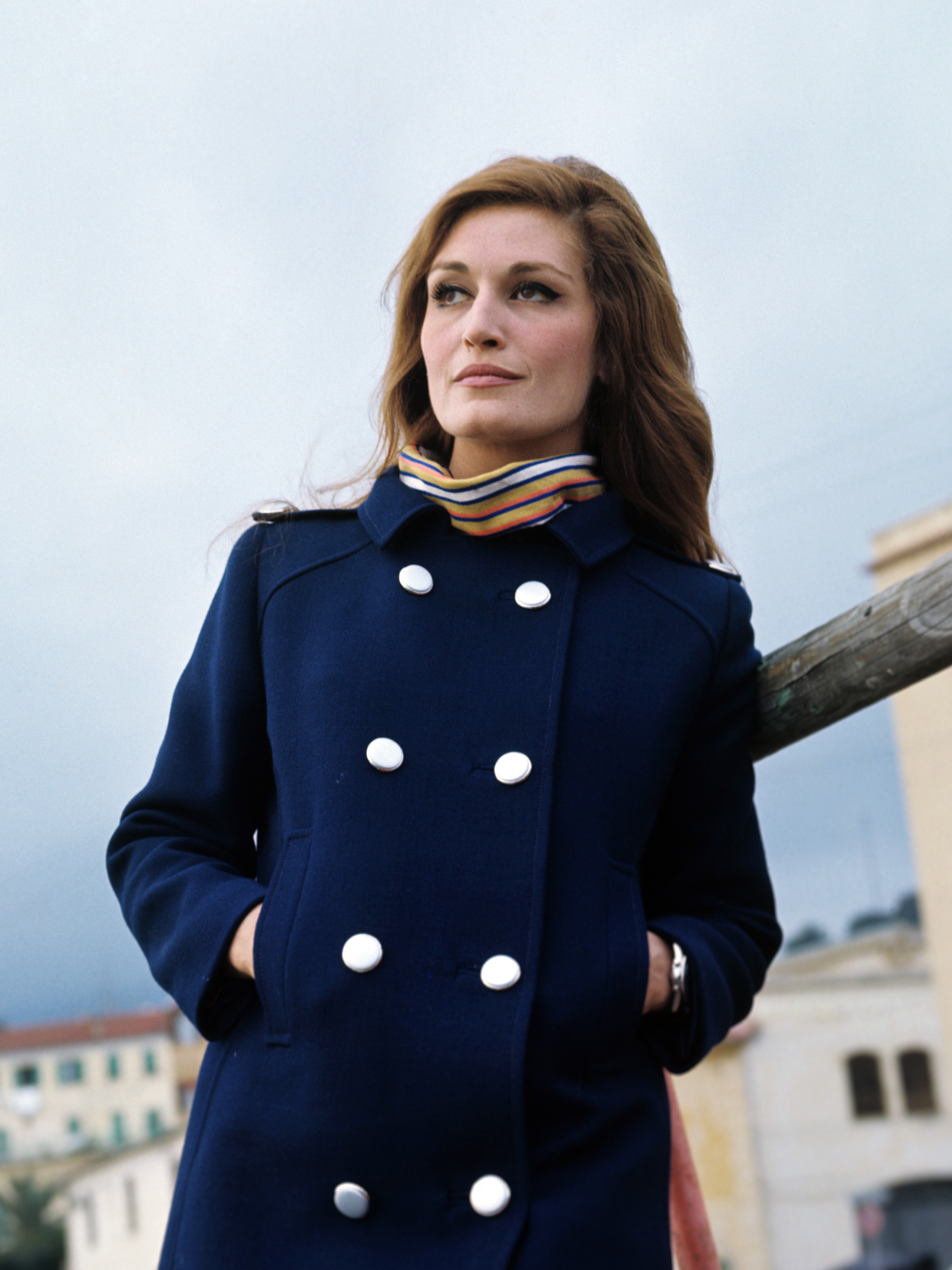
Dalida en Italie à Sanremo.

### Un succès continu depuis la fin des années 1970
La chanson reste à ce jour la plus remixée de toutes les chansons de son répertoire. Une version disco de 4 min 54 s est réalisée et commercialisée en maxi 45 tours pour les discothèques avec pour face B la reprise d'un succès de Luigi Tenco Vedrai, Vedrai. De par son succès, la chanson est adaptée en anglais (Let Me Dance Tonight) et en espagnol (Dejame bailar). La version espagnole est parue en CD en 1992, tandis que la version remixée par Marc Cerrone, sort en single posthume en 2001 et est un succès dans les boites de nuits. Quant à la version anglaise est commercialisée en mai 2009 dans la compilation Dalida Glamorous.
La promotion 2004 de la Star Academy a repris la chanson pour en faire l'hymne de la saison. Cette version se positionne n°1 des ventes en France en 2004. Au Québec, c'est la chanteuse Émily Bégin qui l'a revisitée en 2007.
En 2017, la chanson de Dalida fait l'objet d'une réédition en single et parvient à entrer dans le Top 100 du hit-parade, accompagnée par le single Mourir sur scène qui suit le même chemin peu de temps après.
2024,  la chanson est reprise par la chanteuse Pomme accompagnée par le musicien Waxx. Le disco est abandonné pour une version calme et «  Lounge ». Elle figure dans la playlist des musiques d’accueil à bord des avions de la compagnie aérienne nationale française Air France. 

## Classements hebdomadaires

### Classements des ventes
| Année     | Interprète(s)  | Classements | Classements | Classements           | Classements | Classements          |
| Année     | Interprète(s)  | ,           | [ 10 ]      | Drapeau de la Flandre | [ 11 ]      | Drapeau de la Suisse |
| --------- | -------------- | ----------- | ----------- | --------------------- | ----------- | -------------------- |
| 1979-1980 | Dalida         | 1           | 3           | 22                    | 26          | NC                   |
| 2004-2005 | Star Academy 4 | 1           | -           | 1                     | -           | 7                    |
| 2012-2013 | Dalida         | 94          | -           | -                     | -           | -                    |

### Classements des hit-parades
| Classement (1979-1980) | Meilleure position |
| ---------------------- | ------------------ |
| Europe 1               | 1                  |
| RTL                    | 1                  |
| RMC                    | 1                  |